# Monteverdi High Speed 375 S (Fissore)
Der Monteverdi High Speed 375 S mit Fissore-Karosserie ist ein geschlossener zweisitziger Oberklasse-Sportwagen der Schweizer Automarke Monteverdi, der ab 1969 hergestellt wurde. In Monteverdis Modellpalette trat der bei Fissore gebaute Wagen an die Stelle des gleichnamigen Coupés mit Frua-Karosserie und ergänzte den längeren 2+2-Sitzer High Speed 375 L (Fissore). Der High Speed 375 S orientierte sich stilistisch an einem zeitgenössischen Ferrari-Coupé. Er war ein Nischenmodell und entstand im Gegensatz zum High Speed 375 L nur in sehr geringer Stückzahl. Vom High Speed 375 S leitete Monteverdi 1971 das zweisitzige Cabriolet High Speed 375 C ab.

## Modellgeschichte

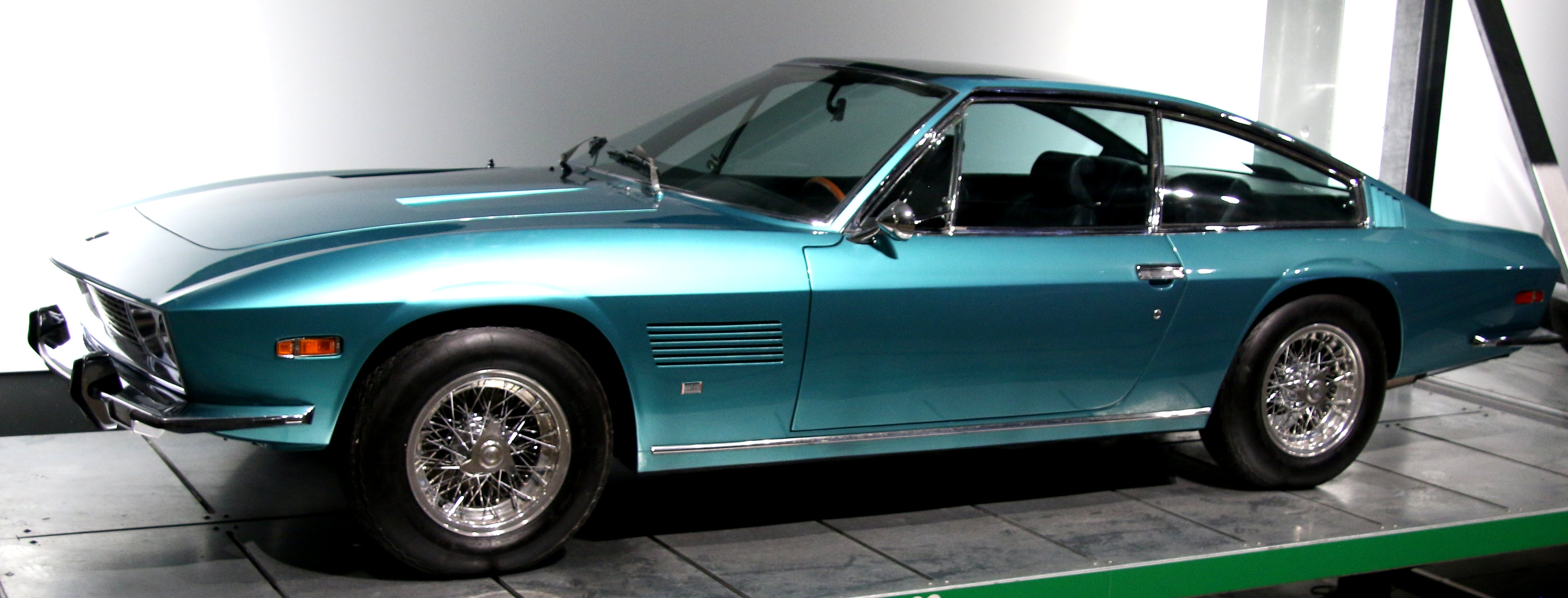
Längeres Schwestermodell mit 2+2 Sitzen: High Speed 375 L (Fissore)

Die Monteverdi-High-Speed-Reihe wurde von dem Schweizer Unternehmer und Hobbyrennfahrer Peter Monteverdi entworfen. Monteverdi hielt in den 1960er-Jahren regionale Vertretungen unter anderem für Ferrari und Jensen und baute seit 1960 wiederholt kleine Renn- und Sportwagen, die er unter der Marke MBM („Monteverdi Basel Motors“) verkaufte.
Nachdem Monteverdi die Geschäftsbeziehungen zu Ferrari und zu Jensen beendet hatte, entwickelte er einen eigenen Oberklassesportwagen, der im September 1967 auf der Frankfurter IAA debütierte. Das als Monteverdi High Speed 375 S bezeichnete zweisitzige Auto hatte eine von Pietro Frua entworfene und in seiner Werkstatt gebaute Karosserie, deren Linien an den zeitgenössischen Maserati Ghibli erinnerte. Bis zum Sommer 1968 entstanden mindestens 16 dieser Autos; außerdem baute Frua zwei Fahrzeuge mit verlängerter Karosserie, die als High Speed 375 L bezeichnet wurden, in dieser Form aber nicht in den Verkauf gingen. Nach einem Zerwürfnis mit Pietro Frua war Monteverdi gezwungen, einen neuen, vom Frua-Entwurf abweichenden Aufbau zu gestalten und zudem den Karosserielieferanten zu wechseln.
Letztlich kam es Anfang 1969 zu einem Neustart mit neu gestalteten Karosserien, die Monteverdi nicht mehr bei Frua, sondern bei Fissore in der norditalienischen Stadt Savigliano bauen ließ. Die positive Resonanz, die Fruas High Speed 375 L im März 1968 auf dem Genfer Autosalon erhalten hatte, veranlasste Peter Monteverdi, die neue Serie seiner Sportwagen nicht mit einem zweisitzigen Coupé, sondern mit einem größeren Modell zu beginnen. Deshalb erschien Anfang 1969 zunächst der 2+2-sitzige High Speed 375 L mit Fissore-Karosserie. Dieses Coupé wurde mit etwa 100 gebauten Exemplaren zum Volumenmodell von Monteverdis High-Speed-Reihe.
Im Herbst 1969 ergänzte Monteverdi Fissores High Speed 375 L um ein neu gestaltetes zweisitziges Coupé mit Fissore-Karosserie, das die Marktposition des bisherigen High Speed 375 S mit Frua-Karosserie einnahm und auch die gleiche Bezeichnung trägt. Das Auto hat keine stilistische Beziehung zu seinem Vorgängermodell, und vom gleichzeitig produzierten High Speed 375 L (Fissore) unterscheidet es sich durch abweichendes Front- und Heckdesign.

## Modellbeschreibung

### Karosserie
Die Karosserie der zweiten Serie des High Speed 375 S wurde von Peter Monteverdi selbst entworfen. Monteverdi legte Wert darauf, die kürzere Version des High Speed 375 sportlicher aussehen zu lassen als die lange. Die Grundstruktur der 375-S-Karosserie entspricht zwar der des High Speed 375 L mit Fissore-Aufbau, insbesondere das Profil mit der stark geneigten C-Säule und dem kurzen Stufenheck stimmt mit dem des längeren Monteverdi überein; die Front- und die Heckpartie des Speed 375 S sind allerdings eigenständig. Hier orientierte sich Peter Monteverdi stark an dem zeitgenössischen Luxussportwagen Ferrari 365 GT 2+2 „Queen Mary“, den Aldo Brovarone für Pininfarina entworfen hatte und der 1967 auf den Markt gekommen war. Oberhalb der Stoßstange hat der High Speed 375 S eine niedrige, über die ganze Wagenbreite reichende, elliptisch geformte  Kühlluftöffnung. Im Gegensatz zum 375 L hat der 375 S keine Doppelscheinwerfer, sondern links und rechts je einen einzelnen Rundscheinwerfer zurückversetzt in den Ausläufern der vorderen Kotflügel. Peter Monteverdi hielt später die Gestaltung der Frontpartie nicht für gelungen – er bezeichnete sie rückblickend als „Fischmaul“ – und machte sie für den fehlenden Erfolg des High Speed 375 S verantwortlich.  Deutlich sind die Ähnlichkeiten des Monteverdi und des eineinhalb Jahre älteren Ferrari „Queen Mary“ auch an der Heckpartie: Beide haben auf jeder Seite drei runde Leuchten (eine orangefarbene und zwei rote) auf einer verchromten rechteckigen Unterlage.

### Technik

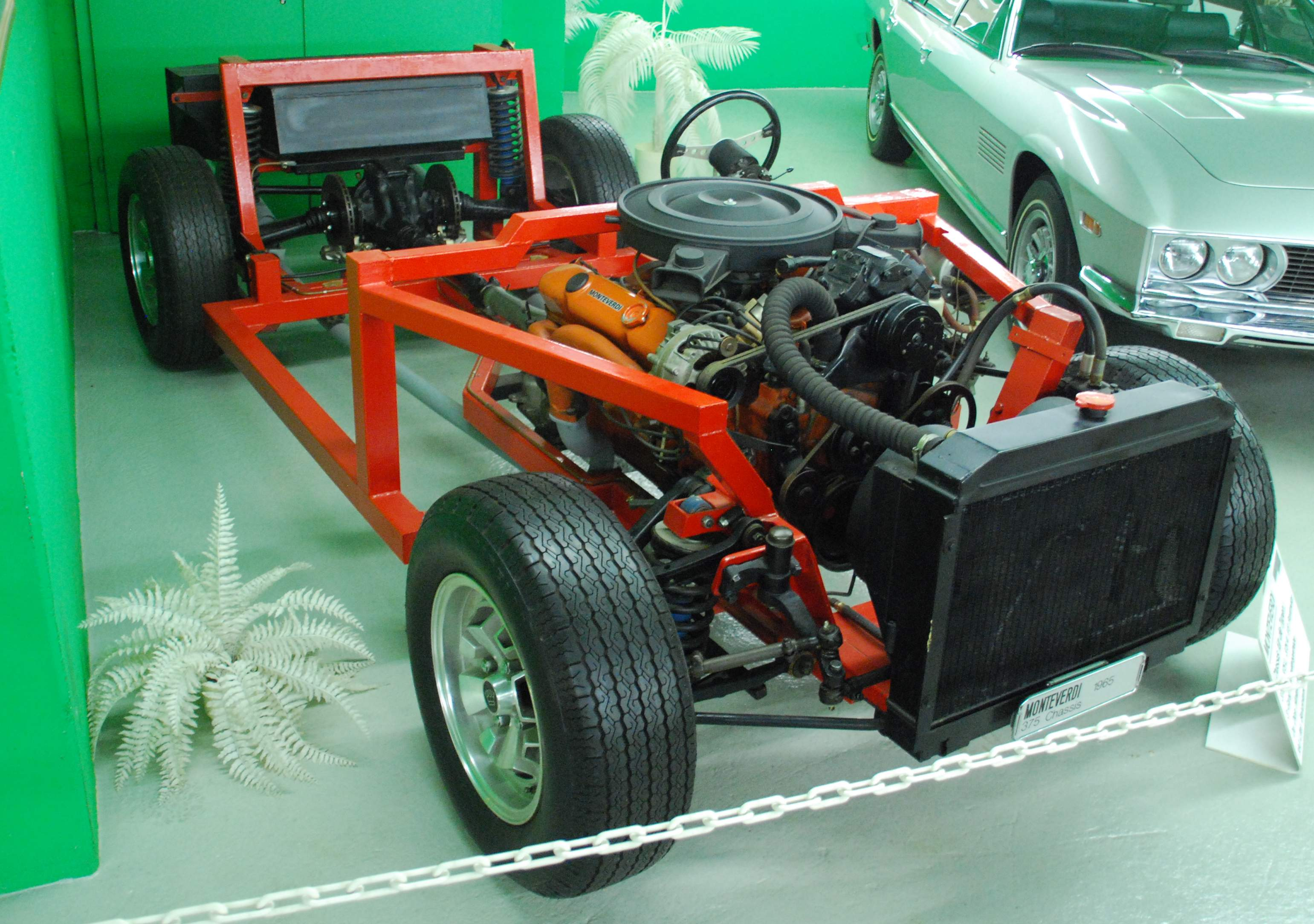
Chassis des High Speed 375

Der High Speed 375 basiert wie alle Mitglieder der Modellfamilie auf einem von Peter Monteverdi entworfenen, 160 kg schweren Kastenrahmen aus Vierkantrohren. Auch das Fahrwerk mit vorderer Einzelradaufhängung und hinterer De-Dion-Achse entspricht dem der Schwestermodelle. 
Gleiches gilt für die Motorisierung: Der  High Speed 375 S wird von einem Achtzylinder-Ottomotor von Chrysler angetrieben. Alle Exemplare haben die größte Ausführung des Chrysler RB mit 440 cui (7206 cm³). Monteverdi übernahm den Motor ohne Veränderungen für seinen Sportwagen. Das Gemisch wird von einem Vierfach-Fallstromvergaser von Carter aufbereitet. Laut Werksangabe leistet der Motor 375 SAE-PS; der DIN-Wert dürfte bei etwa 285 PS liegen. Im Gegensatz zum High Speed 375 L, der ausschließlich mit einer Getriebeautomatik erhältlich war, wurde der High Speed 375 S auf Kundenwunsch auch mit einem handgeschalteten Vierganggetriebe ausgeliefert.

## Produktion
Der High Speed 375 S mit Fissore-Karosserie wurde von 1969 bis 1971 in Handarbeit gebaut. In dieser Zeit entstanden nach Angaben des Monteverdi-Clubs insgesamt sechs Fahrzeuge.

## Monteverdi High Speed 375 C

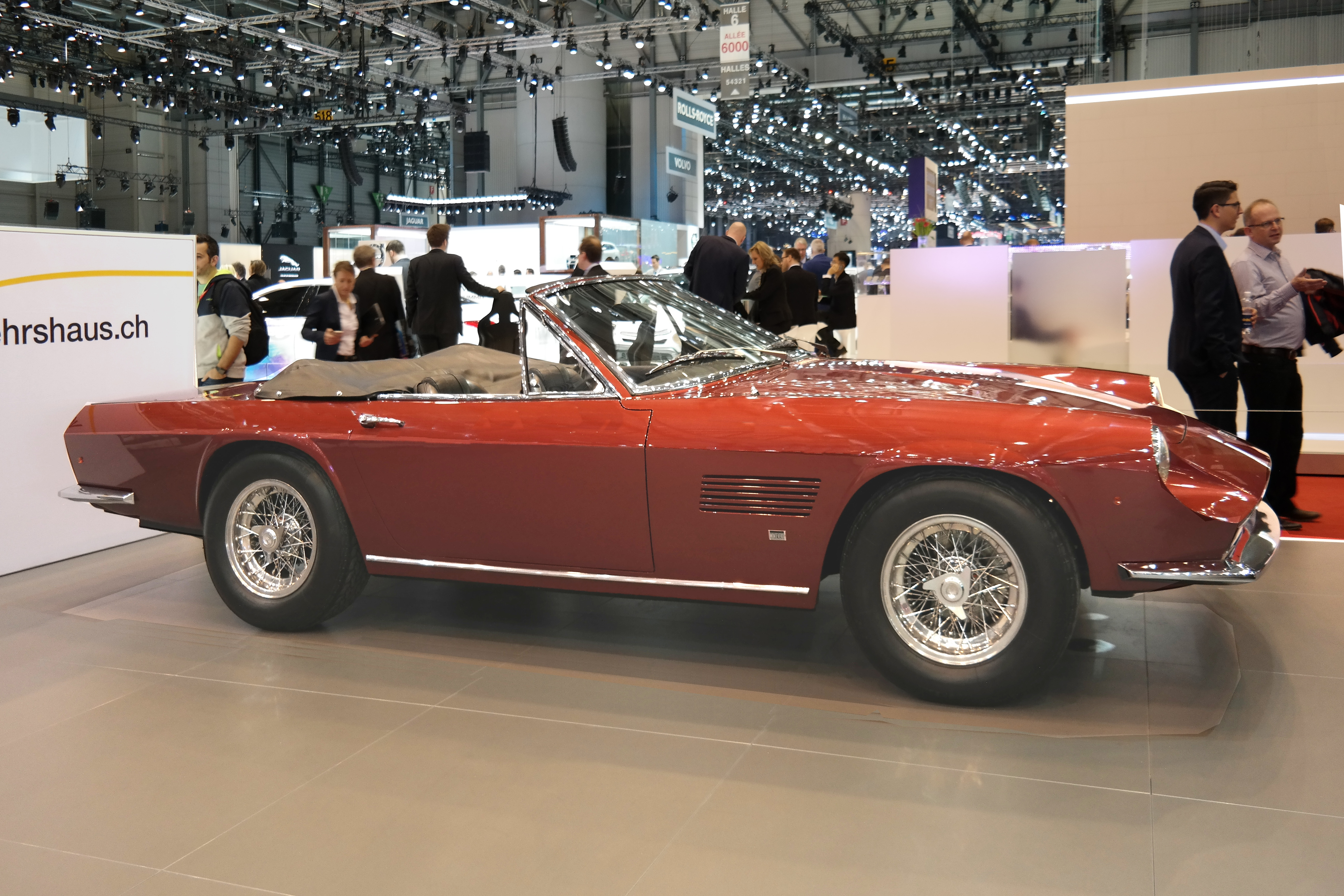
Monteverdi High Speed 375 C

1971 ergänzte Monteverdi die High-Speed-Reihe um ein zweisitziges Cabriolet, das die Bezeichnung High Speed 375 C erhielt. Das Cabriolet war von dem kurzen Coupé 375 S abgeleitet. Beide Modelle haben – abgesehen vom Dach – die gleiche Karosserie und die gleiche Technik; das Cabriolet hatte allerdings zusätzliche Verstärkungen. Das Design der Heckpartie des 375 C weicht von dem des 375 S ab: Anstelle der drei runden Leuchten des Coupés hat das Cabriolet die rechteckigen Rückleuchten der Alfa Romeo Giulia Limousine. Der High Speed 375 C war wahlweise mit einer Dreigangautomatik oder einem handgeschalteten Vierganggetriebe erhältlich. Der Kaufpreis betrug bei Markteinführung 75.750 Schweizer Franken. Insgesamt baute Fissore sechs Cabriolets. Eines davon baute Monteverdi für einen querschnittgelähmten Kunden. Das Auto hatte einen drehbaren Fahrersitz und konnte ohne Pedale bewegt werden. Ein High Speed 375 C wurde 1975 zum Monteverdi Palm Beach umgebaut. Dieses Modell blieb ein Einzelstück.